# Philorheithrus latentis
Philorheithrus latentis is een schietmot uit de familie Philorheithridae. De soort komt voor in het Australaziatisch gebied.